# Харалд Ирмшер
Харалд Ирмшер (12. фебруар 1946) бивши је источнонемачки фудбалер.

## Биографија
Ирмшер је у каријери играо за БСГ Мотор Цвикау (1964–1968), Карл Цајс Јену (1968–1976) и за екипу БСГ Визмут Гера (1976–1978).
За репрезентацију Источне Немачке је одиграо 41 утакмицу и постигао 4 гола. Као члан олимпијског тима Источне Немачке, освојио је бронзану медаљу на играма у Минхену 1972. године. Учествовао је на ФИФА Светском првенству 1974. године у Западној Немачкој.

## Успеси

### Клуб
- Прва лига Источне Немачке: 1970.
- Куп Источне Немачке: 1967, 1972, 1974.

### Репрезентација
Источна Немачка
- Олимпијске игре: бронзана медаља Минхен 1972.